# فرودگاه پنزا

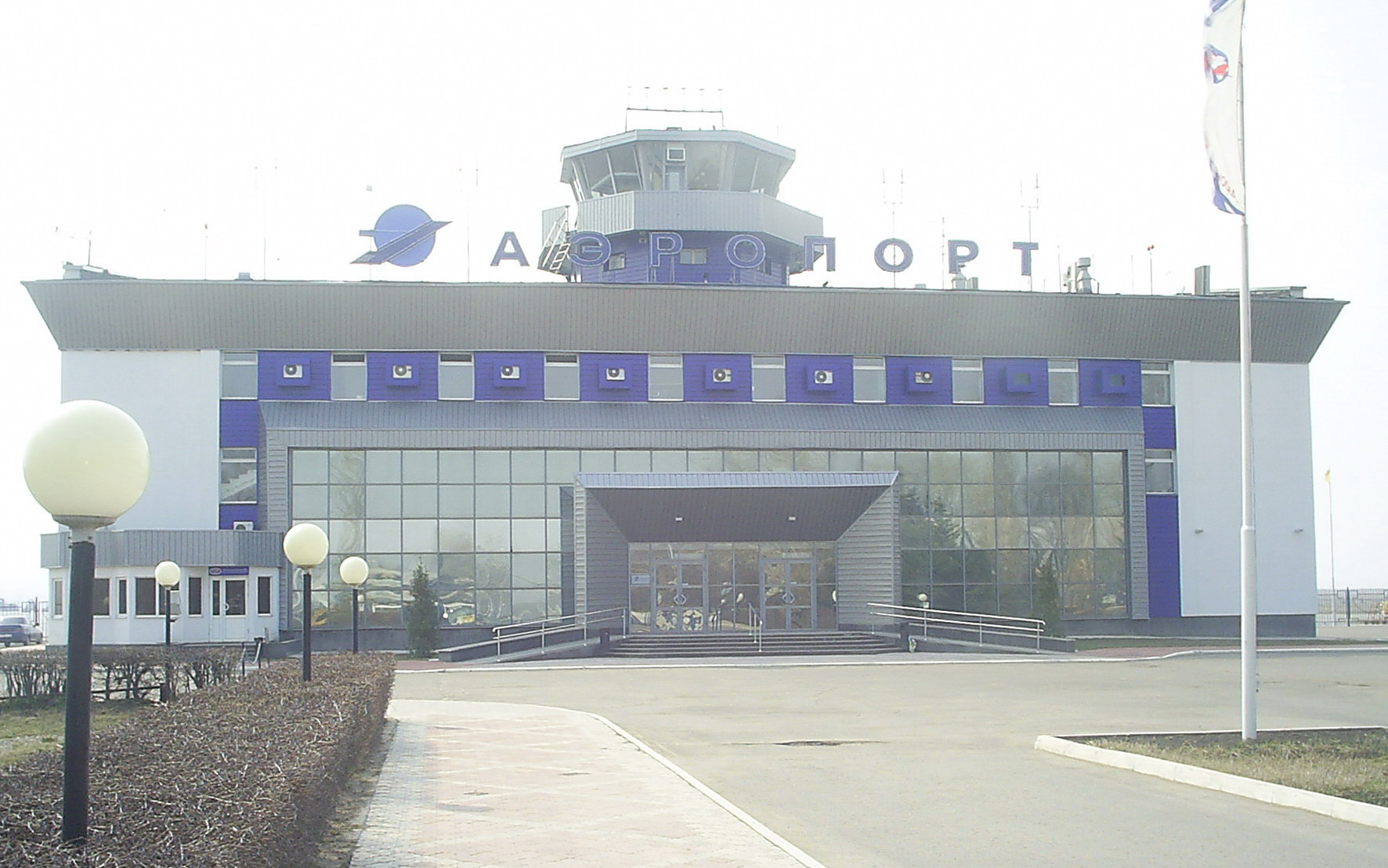
نمایی از فرودگاه پنزا

فرودگاه پنزا (به روسی: Пенза) فرودگاهی عمومی واقع در پنزا در کشور روسیه است.

## شرکت‌های هواپیمایی و مقصدهای پروازی
| شرکت‌های هواپیمایی | مقصدهای پروازی                  |
| ----------------- | ------------------------------- |
| Dexter Air Taxi   | ایژفسک، قازان، استریگینو        |
| آیزهاویا          | فصلی: سیمفروپول، سوچی           |
| RusLine           | دوموده‌دوو، پالکوو               |
| اس۷ ایرلاینز      | دوموده‌دوو (آغاز از ۳۱ اوت ۲۰۱۷) |
| ساراتوف ایرلاینز  | فصلی: آناپا، سیمفروپول، سوچی    |